# 흰제비갈매기

비행 중인 흰제비갈매기

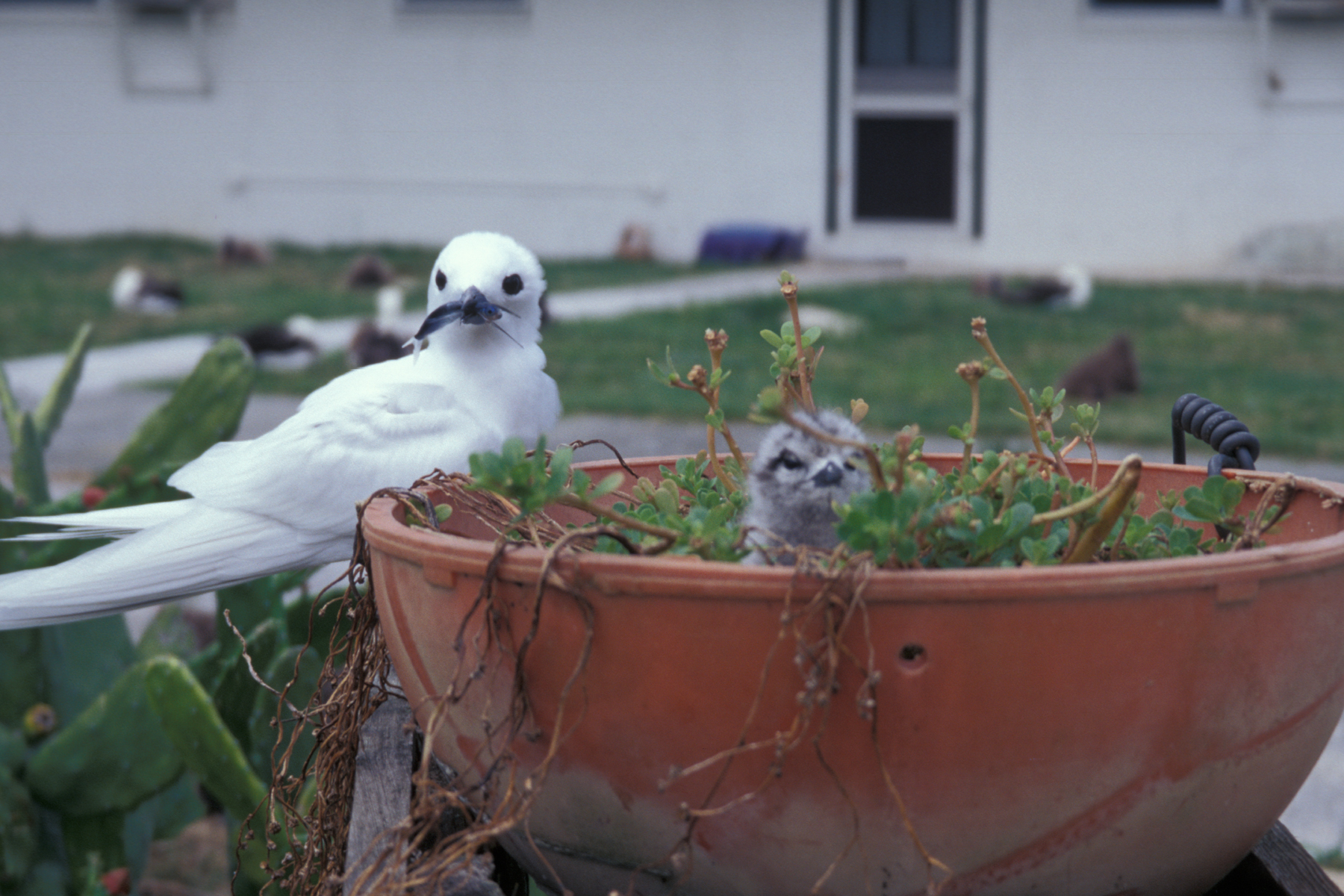
어미는 작은 물고기를 잡아 새끼에게 먹인다.

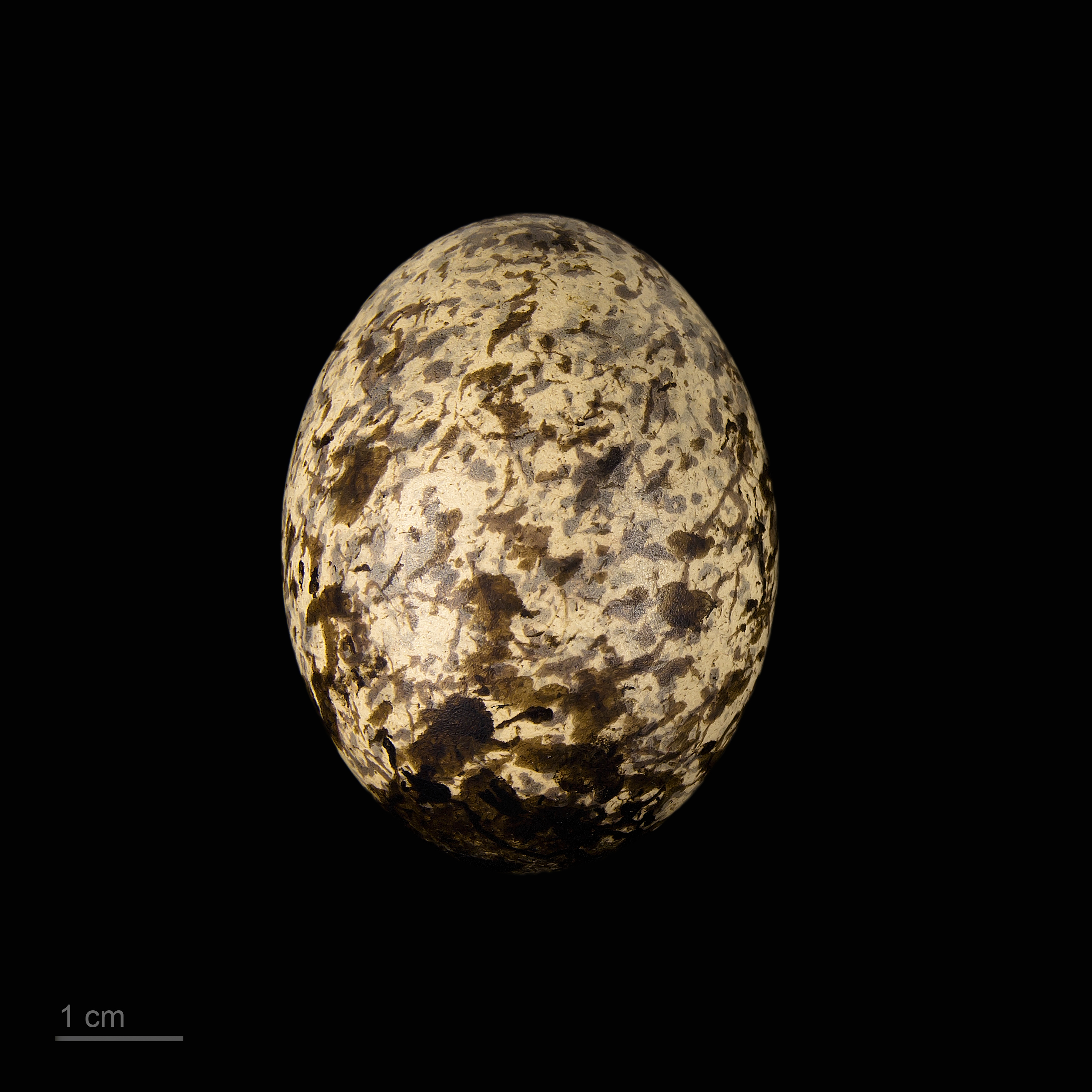
Gygis alba

흰제비갈매기(Gygis alba)는 전 세계 열대 해양 지대에 서식하는 작은 바다새이다. 이 새는 둥지를 만들지 않고, 대신 가는 가지 위나 바위 틈 등의 움푹한 곳에 알을 낳는 것으로 유명하다. 이는 설치류나 도마뱀들로부터 알을 보호하기 위한 행위이다. 다만 강한 바람에 알이 떨어져 깨질 수 있기 때문에 이를 막기 위해 암수가 재빠르게 알을 돌아가면서 지킨다. 알에서 깨어난 새끼는 다리가 발달된 상태여서, 가지 등에 매달려 있을 수 있다. 흰제비갈매기는 오래 사는 새로, 17살까지 생존한 사례가 있다.
흰제비갈매기의 외관은 전신이 순백의 깃털로 덮여 있으며, 부리는 검고 길다. 서식지는 태평양과 인도양에 걸쳐 있으며 몇몇 대서양의 섬에도 둥지를 튼다. 보통 둥지는 산호초 섬에 있는 가는 나뭇가지나 바위 틈, 사람이 만든 구조물 등에 만든다. 먹이는 작은 물고기로, 바다에 뛰어들어 낚아채는 사냥 방식을 사용한다.
흰제비갈매기의 개체수는 안정적이며, 전 세계에 여러 군데의 거대 군집 서식지를 형성하고 있다.

## 참고 문헌
- Niethammer, K. R., and L. B. Patrick-Castilaw. 1998. White Tern (Gygis alba). in The Birds of North America, No. 371 (A. Poole and F. Gill, eds.). The Birds of North America, Inc., Philadelphia, PA.